# Котюжены
Котюжены, Котюжень, Котюжаны (рум. Cotiujeni) — село в Бричанском районе Молдавии. Относится к сёлам, не образующим коммуну.

## География
Село расположено на высоте 207 метров над уровнем моря.

## Население
По данным переписи населения 2004 года, в селе Котюжень проживает 3505 человек (1671 мужчина, 1834 женщины).
Этнический состав села:
| Национальность | Число жителей | Процентный состав |
| -------------- | ------------- | ----------------- |
| молдаване      | 3395          | 96,86             |
| украинцы       | 43            | 1,23              |
| румыны         | 33            | 0,94              |
| русские        | 28            | 0,8               |
| прочие         | 6             | 0,17              |
| Всего          | 3505          | 100 %             |